# Chiến tranh Thái Bình Dương (1879-1884)
Chiến tranh Thái Bình Dương (1879-1894) (tiếng Tây Ban Nha: Guerra del Pacífico)  là cuộc chiến giữa Chile và liên minh Bolivia–Peru từ năm 1879 đến năm 1884. Cuộc chiến xảy ra do Chile tuyên bố chủ quyền lãnh thổ ven biển Bolivia ở sa mạc Atacama. Bolivia đã liên minh với Peru để chống lại Chile. Cuộc chiến đã kết thúc với chiến thắng của Chile, nước đã giành được một lãnh thổ giàu tài nguyên đáng kể từ Peru và Bolivia. Quân đội Chile đã chiếm vùng duyên hải giàu có của Bolivia và Peru đã bị hải quân Chile đánh bại.
Các trận đánh đã diễn ra ở Thái Bình Dương, sa mạc Atacama, các sa mạc của Peru và các vùng núi ở Andes. Trong năm tháng đầu tiên, cuộc chiến diễn ra trong một chiến dịch hải quân, khi Chile đấu tranh để thiết lập một hành lang tiếp tế trên biển cho các lực lượng của nước này trên sa mạc khô hạn nhất thế giới.
Vào tháng 2 năm 1878, Bolivia áp đặt thuế mới cho một công ty khai thác Chile (“Compañía de Salitres y Ferrocarril de Antofagasta”, CSFA) bất chấp điều khoản của Bolivia trong Hiệp ước Ranh giới năm 1874 rằng nước này sẽ không làm tăng thuế đối với người Chile hoặc các ngành công nghiệp trong 25 năm. Chile phản đối và yêu cầu trình lên trung gian hòa giải nhưng Bolivia từ chối và coi đó là chủ đề của các tòa án của Bolivia. Chile nhấn mạnh và thông báo cho chính phủ Bolivia rằng Chile sẽ không còn bị coi là ràng buộc bởi Hiệp ước Ranh giới 1874 nếu Bolivia không đình chỉ thi hành luật. Vào ngày 14 tháng 2 năm 1879 khi chính quyền Bolivia cố gắng bán đấu giá tài sản tịch thu của CSFA, lực lượng vũ trang Chile chiếm đóng thành phố cảng Antofagasta.
Peru bị ràng buộc bởi Bolivia trong hiệp ước bí mật liên minh giữa Peru và Bolivia năm 1873, đã cố gắng dàn xếp nhưng ngày 1 tháng 3 năm 1879 Bolivia tuyên chiến với Chile và kêu gọi Peru kích hoạt điều khoản liên minh, trong khi Chile yêu cầu Peru tuyên bố trung lập. Vào ngày 5 tháng 4, sau khi Peru từ chối, Chile tuyên chiến với cả hai quốc gia. Ngày hôm sau, Peru trả lời bằng cách thừa nhận caso foederis.
Ronald Bruce St. John trong Tranh chấp Bolivia - Chile – Peru ở vùng sa mạc Atacama:
Mặc dù hiệp ước 1873 và áp đặt thuế 10 centavos được chứng minh là casus belli, có những lý do sâu sắc hơn, cơ bản hơn cho sự bùng nổ của sự thù địch vào năm 1879. Một mặt, có sức mạnh, uy tín và sự ổn định tương đối của Chile so với suy thoái kinh tế và gián đoạn chính trị, đặc trưng cho cả Peru và Bolivia sau khi độc lập. Mặt khác, có sự cạnh tranh liên tục về quyền bá chủ kinh tế và chính trị trong khu vực, phức tạp bởi một sự phản đối sâu sắc giữa Peru và Chile. Trong khoảng thời gian này, sự mơ hồ về ranh giới giữa ba nước, cùng với việc khám phá ra trầm tích phân chim và nitrat có giá trị ở các vùng lãnh thổ tranh chấp kết hợp để tạo ra một câu hỏi ngoại giao về tỷ lệ không thể vượt qua.
Sau đó, chiến dịch đất đai của Chile đã thúc đẩy quân đội Bolivia và Peru. Bolivia đã rút lui sau trận Tacna vào ngày 26 tháng 5 năm 1880. Các lực lượng Chile chiếm đóng Lima vào tháng 1 năm 1881. Tàn tích quân đội Peru và các điều tra viên đã tiến hành một cuộc chiến tranh du kích không làm thay đổi kết quả của chiến tranh. Chile và Peru đã ký Hiệp ước Ancón vào ngày 20 tháng 10 năm 1883. Bolivia đã ký thỏa thuận ngừng bắn với Chile năm 1884.
Chile đã mua lại lãnh thổ Tarapacá của Peru, bộ phận Litoral của Bolivia (làm Bolivia không giáp biển), cũng như kiểm soát tạm thời các tỉnh Tacna và Arica của Peru. Năm 1904, Chile và Bolivia đã ký “Hiệp ước hòa bình và hữu nghị” thiết lập các ranh giới xác định. Sự thỏa hiệp Tacna – Arica năm 1929 đã đưa Arica tới Chile và Tacna đến Peru.